# みつばち学園
『みつばち学園』（みつばちがくえん）は、1990年9月14日にハドソンから発売されたPCエンジン・CD-ROM²用アドベンチャーゲーム。

## 概要
本作は、日本で唯一のアイドル養成女子学園「みつばち学園」に赴任した新任教師（プレイヤー）が、女生徒に襲いかかる数々の難事件を解決しながら、一年間を勤め上げる内容となっている。
本作は、静止画の実写取り込みを使用したゲームであり、アイドルの静止画像を用いた同ハード向けの他のゲームには『NO・RI・KO』などがあった。
開発時の仮称は「美少女学園」であり、開発に当たり1989年3月27日に青山スパイラルホールで制作発表及び女の子の水着審査を行った。これによりミスCD-ROM²の井上麻美をはじめ20名を起用した。
アドベンチャーゲームクリア終了後にモデルの人気投票を行い、優勝したモデルは実際にアイドルとしてデビューするというオーディション企画が付随した。当時15歳の井上麻美はグランプリを獲得し、1991年8月にファンハウスからデビューした。この井上麻美は『井上麻美・この星にたった一人のキミ』（1992年）という主演PCエンジンソフトをハドソンからリリースした。
なお、準グランプリは、春組の本山美香子（大賀埜々）と夏組の高橋純子であった。
また、春組生徒役として、大賀埜々が本名である本山美香子名義で登場していた。また、秋組生徒役で登場している西塚理江は、現在「ヒューマンアカデミー名古屋駅前校」でヘア・メイク講師として活動している（2014年現在）冬組に山沖役として脇役出演している製作スタッフの島田良尚は、当時はソフィックス所属であったが2016年現在、日本コロムビアのゲーム事業部責任者となっている。

## 登場人物

### 学園生徒
春組
- 森井寿栄

1970年5月15日生まれ, O型, 大阪出身
- 内海加悦子

1970年8月26日生まれ, A型, 大阪出身
- 本山美香子

1975年1月14日生まれ, O型, 北海道出身
- 石井華子

1974年3月3日生まれ, O型, 大阪出身
- 徳光ともみ

1971年9月29日生まれ, O型, 北海道出身
夏組
- 高橋純子

1971年7月20日生まれ, O型, 東京出身
- 柏原雅代

1971年12月1日生まれ, A型, 大阪出身
- 村上恵

1975年11月20日生まれ, O型, 千葉出身
- 野口奈々

1975年7月14日生まれ, O型, 東京出身
- 小泉登美恵

1974年6月6日生まれ, B型, 静岡出身
秋組
- 西塚理江

1975年1月1日生まれ, O型, 愛知出身
- 穴水妙子

1974年1月9日生まれ, O型, 山梨出身
- 石川文子

1974年10月4日生まれ, B型, 愛知出身
- 倉持かおり

1972年1月8日生まれ, A型, 東京出身
- 瀬間幸美

1973年10月21日生まれ, A型, 神奈川出身
冬組
- 明神智子

1974年7月20日生まれ, A型, 兵庫出身
- 小原準子

1972年4月25日生まれ, O型, 神奈川出身
- 井上麻美

1975年5月5日生まれ, O型, 福岡出身
- 岡田マキ

1975年4月26日生まれ, A型, 兵庫出身
- 堤涼子

1974年6月20日生まれ, A型, 佐賀出身

### その他
- 松浦浩司: 校長他　制作スタッフ（デザイン・ディレクション）
- 千葉哲也: 種悪津駒人、喫茶店マスター他　（本業は舞台俳優）
- 野崎ふみ子: 花岡美奈
- 上田美都子: 影丸、夜叉丸
- 八戸太郎: サファリ蟻塚、旅館のお婆さん、用務員、エビりん他
- 柴田珠央: 穴水妙子の兄、カメラ小僧他
- 鐘下辰男: 島野甚兵衛、今井弘幸他　（本業は舞台俳優）
- 伊藤真希: 手、制作スタッフ（デザイン・チーフ）
- 伝田ピー子: インコ（製作スタッフの伝田由紀と思われる）
- 及川泰恵: セーブちゃん、制作スタッフ（デザイン・スタッフ）
- 坂井啓行: 釣り人、制作スタッフ（脚本）
- 長山豊: 釣り人、制作スタッフ（脚本）
- 藤本佳代: 足、制作スタッフ（スペシャルサンクス）
- 島田良尚: 大河内権造、山沖敏男、制作スタッフ（アシスタント）
- 百田亮海:　モモタくん、製作スタッフ

## 音楽

### 主題歌
オープニング・テーマ
- 「対向車両のデイト」 
  - 作詞：長山豊、作曲：宮元真佐人、ボーカル：kowami（斉藤美和子）、ギター：大木雄司

エンディング・テーマ
- 「graduate」 
  - 作曲：宮元真佐人

挿入歌
- 「し・か・け・て・モーション」
- 「Love&Peace」 
  - 作詞：堀井千賀子、作曲：土屋美子、演奏：TWIGGY

## スタッフ
- 制作・総指揮：工藤裕司
- 原作：みやもとじゅん
- 脚本：酒井啓行、長山豊
- シナリオ・アシスト：近陽里、佐藤昭洋
- 撮影：吉野高司、八ツ藤尚志 (ZOO)
- スタイリスト：饗庭由美子
- ヘアメイク：尾崎隆司、平井早苗、木村麻矢子（テン・ハーフ）
- 撮影スタジオ：六本木アートセンター
- ナレーション録音；スタジオ・シャングリラ
- マネージメント：I.P.A.、黒田康之、曽我行則
- 衣装協力：ミナミスポーツ、ES'X、アクストリー、ペニープロモーション
- デザイン 
  - デザイン・ディレクション：松浦浩司
  - デザイン・チーフ：伊藤真希
  - オープニング・絵コンテ：百田亮海
  - シナリオ・絵コンテ：岩崎はじめ
  - スキャナー・オペレータ：山本次行
- プログラム：松永建太
- システム協力：飛田雅宏
- サウンド 
  - 監修：笹川敏幸
  - PSGディレクター：中神紀之
  - PSG作曲：宮元真佐人
  - PSGプログラム：小原肇
- CDオーディオ録音:スタジオZ'S 
  - マニピュレータ：中村康就
  - ミキサー：市川高信
  - アシスタント：永井一
- 協力：I.P.A、アルファ オフィス、アルファリゾート・トマム、ザ・ガジラ、GHQリズムシスターズ、スタジオ・BC、スタジオペンタ（渋谷）、ソフィックス、テンハーフ、バーニングプロダクション、ファンハウス、ミュウテック、ミュージカル・プラン、
- 制作進行：鈴木文雄
- ディレクター：酒井啓行、松永智史
- プロデューサー：清水始
- スーパーバイザー：大里幸夫、高田秀雄

### ミスCD-ROMオーディション 第二次審査員
- 秋元康（作詞家）
- 飯田久彦（ビクター音楽産業）
- 川口俊夫（明星編集部）
- 樋口紀男（バーニングプロダクション）
- 野村誠一（写真家）
- 工藤裕司（ハドソン）
- 大里幸夫（ハドソン）

## 評価
- ゲーム誌『ファミコン通信』の「クロスレビュー」では、8・6・8・6の合計28点（満40点）となっている[5][3]。レビュアーの意見としては、「ゲームとしてはわりと簡単で、やっぱりメインは画面に現れるかわいい女子たちのビジュアルなんだろう」などと評されている[5]。

- その他のゲーム誌において、『月刊PCエンジン』では80・85・75・90・80の平均82点、『マル勝PCエンジン』では7・6・6・7の合計26点（満40点）、『PC Engine FAN』の読者投票による「ゲーム通信簿」での評価は以下の通りとなっており、19.85点（満30点）となっている[4]。また、この得点はPCエンジン全ソフトの中で341位（485本中、1993年時点）となっている[4]。

| 項目 | キャラクタ | 音楽 | 操作性 | 熱中度 | お買得度 | オリジナリティ | 総合  |
| 得点 | 3.52       | 3.29 | 3.27   | 3.02   | 3.06     | 3.69           | 19.85 |